# Danny Bakker (25 januari 1995)
Danny Bakker (Amstelveen, 25 januari 1995) is een voormalig Nederlands profvoetballer die bij voorkeur speelt als middenvelder. Anno 2023 speelt Bakker op amateurniveau bij VV Katwijk.

## Clubcarrière

### Ajax
Ajax maakte op 1 juli 2014 bekend dat Bakker een contract had getekend tot en met 30 juni 2016 en tijdens het seizoen 2014/15 deel uit ging maken van de selectie van Jong Ajax.
In de voorbereiding op het seizoen 2014/15 mocht Bakker enkele malen meetrainen met de A-selectie. Hij maakte op 12 juli 2014 zijn officieuze debuut voor Ajax, in een vriendschappelijke wedstrijd tegen SV Hönnepel-Niedermörmter. Bakker verving in de 60e minuut Thulani Serero en zette in de 90e minuut de 6-0 eindstand op het scorebord. Later die dag speelde Bakker eveneens mee in een oefenwedstrijd van Ajax tegen Aalborg BK, waarin hij opnieuw trefzeker was.
Bakker maakte op 11 augustus 2014 zijn officiële debuut in het betaald voetbal. Hij speelde die dag met Jong Ajax een wedstrijd in de Eerste divisie thuis tegen Telstar (3-0 winst). Bakker verving in de 80e minuut Lerin Duarte. Bakker maakte op 15 september 2014 zijn eerste officiële doelpunt in het betaald voetbal, voor Jong Ajax tijdens een wedstrijd in de Eerste divisie in tegen Sparta Rotterdam. Hij opende in de vierde minuut de score in deze wedstrijd, die met 4-2 werd gewonnen.
Zijn aflopende contract werd in de zomer van 2016 niet verlengd door Ajax. Hij speelde in totaal 55 wedstrijden voor Jong Ajax waarin hij driemaal wist te scoren. Ook droeg hij regelmatig de aanvoerdersband.

### Cambuur
Begin september mocht Bakker op proef komen bij SC Cambuur, dat in het voorgaande seizoen uit de Eredivisie was gedegradeerd. Tijdens deze proefperiode verdiende hij een contract. Hij tekende op 5 september 2016 voor twee seizoenen met de optie op nog een seizoen. Cambuur verhuurde Bakker gedurende het seizoen 2017/18 aan FC Dordrecht.

## Clubstatistieken
Beloften
| Seizoen | Club      |                    | Competitie     | Competitie | Competitie |
| Seizoen | Club      | Wed.               | Competitie     | Dlp.       |            |
| ------- | --------- | ------------------ | -------------- | ---------- | ---------- |
| 2014/15 | Jong Ajax | Vlag van Nederland | Eerste Divisie | 35         | 1          |
| 2015/16 | Jong Ajax | Vlag van Nederland | Eerste Divisie | 20         | 2          |
| Totaal  | Totaal    | Totaal             | Totaal         | 55         | 3          |

Senioren
| Seizoen         | Club            |                    | Competitie      | Competitie | Competitie | Beker | Beker | Internationaal | Internationaal | Overig | Overig | Totaal | Totaal |
| Seizoen         | Club            | Wed.               | Competitie      | Dlp.       | Wed.       | Dlp.  | Wed.  | Dlp.           | Wed.           | Dlp.   | Wed.   | Dlp.   |        |
| --------------- | --------------- | ------------------ | --------------- | ---------- | ---------- | ----- | ----- | -------------- | -------------- | ------ | ------ | ------ | ------ |
| 2016/17         | Cambuur         | Vlag van Nederland | Eerste Divisie  | 4          | 0          | 1     | 0     | —              | —              | —      | —      | 5      | 0      |
| 2017/18         | FC Dordrecht    | Vlag van Nederland | Eerste Divisie  | 21         | 0          | 1     | 0     | 0              | 0              | 4      | 0      | 26     | 0      |
| Carrière totaal | Carrière totaal | Carrière totaal    | Carrière totaal | 25         | 0          | 2     | 0     | 0              | 0              | 4      | 0      | 31     | 0      |

Bijgewerkt tot en met 10 juli 2021.